# لمور سرسفید
 لمور سرسفید (نام علمی: Eulemur albifrons) نام یک گونه از تیره لموریان است.